# 橘湾発電所
橘湾発電所（たちばなわんはつでんしょ）は、徳島県阿南市橘町小勝1にある四国電力の石炭火力発電所。

## 概要
2000年6月15日に1号機が運転を開始した石炭火力発電所で、橘湾内の小勝島西部の埋立地に建設された。敷地に隣接して電源開発の石炭火力発電所である橘湾火力発電所があり（一部敷地を共有）、北の対岸には阿南発電所がある、これら発電所群は密接に連携をとり発電している。
発電効率向上のため、主蒸気温度566 ℃、再熱蒸気温度593 ℃、主蒸気圧力24.1 MPaとした四国電力初の超々臨界圧のボイラーおよび蒸気タービンを採用した。

## 発電設備
- 総出力：70万kW[1]
- 敷地面積：約46万m2（電源開発との共有分を含む）。

1号機
定格出力：70万kW
使用燃料：石炭
蒸気条件：超々臨界圧（Ultra Super Critical）
熱効率：44%（低位発熱量基準）
営業運転開始：2000年6月15日